# Methona megisto
Methona megisto är en fjärilsart som beskrevs av Felder 1860. Methona megisto ingår i släktet Methona och familjen praktfjärilar. Inga underarter finns listade i Catalogue of Life.